# Vejlø
Vejlø es una pequeña isla de Dinamarca, localizada en el Nakskov Fjord. Administrativamente, pertenece al municipio de Lolland. La isla ocupa una superficie de 0,37 km², y alberga una población formada por un único habitante permanente (2005).